# Dictyostelium discoideum

Життєвий цикл

Dictyostelium discoideum — вид амеб, що мешкають у ґрунті, належить до типу Amoebozoa, інфратип Mycetozoa. Зазвичай його називають слизовою цвіллю. D. discoideum — організм, який має незвичний для амеб життєвий цикл. Віе переходить із сукупності одноклітинних амеб у багатоклітинний конгломерат, а потім у плодове тіло протягом свого життя. Життєвий цикл складається з чотирьох стадій: вегетації, агрегації, міграції та кульмінації. Життєвий цикл D. discoideum порівняно короткий, що дозволяє легко переглядати всі стадії. Клітини, що беруть участь у життєвому циклі, зазнають руху, хімічної передачі сигналів та розвитку, які застосовні до досліджень раку людини. Простота його життєвого циклу робить D. discoideum цінним модельним організмом для вивчення генетичних, клітинних та біохімічних процесів в інших організмах.

## Спосіб життя

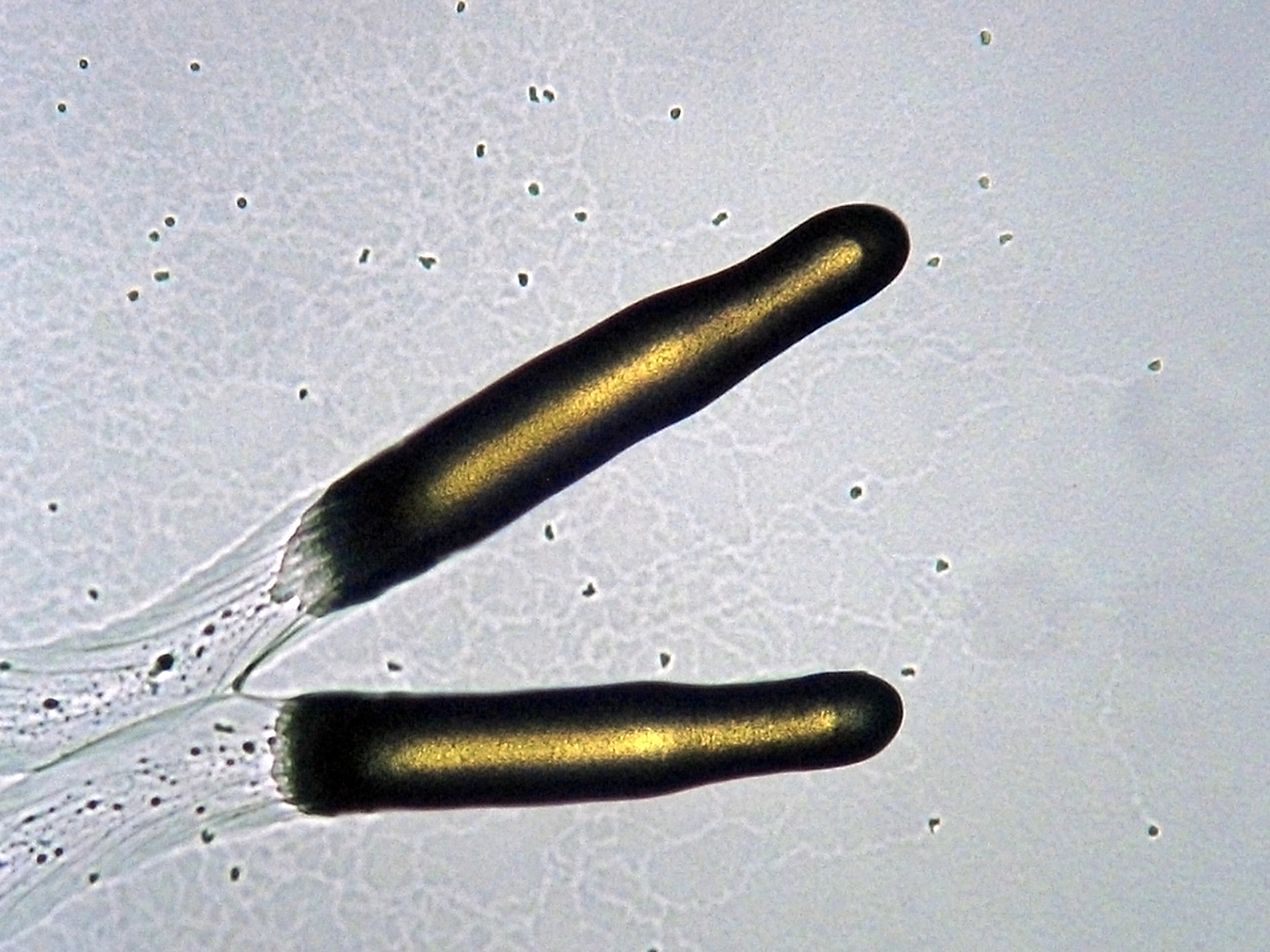
Два псевдоплазмодії Dictyostelium discoideum (Eumycetozoa) рухаються по поверхні живильного середовища.

D. discoideum можна зустріти в ґрунті та вологій підстилці листя. Її основний раціон складається з бактерій, таких як кишкова паличка, що знаходяться в ґрунті. Також живиться органічними рештками. 